# Batalion Milicji Chełmskiej
Batalion Milicji Chełmskiej – polski oddział piechoty wchodzący w skład wojsk powstańczych okresu insurekcji kościuszkowskiej.

## Formowanie i walki
W maju 1794 na ziemi chełmskiej zorganizowany został batalion milicji pod dowództwem ppłk. Jana Hemlinga. Z końcem miesiąca jednostka liczyła 273 ludzi. Wzięła udział w walkach pod Szczekocinami i pod Warszawą. Pomimo strat, jednostka wcielała rezerwy i 31 sierpnia osiągnęła stan 435 głów. We wrześniu batalion został złączony z milicją ppłk. Antoniego Kirkora i przemianowany na batalion milicji sandomierskiej. Na uzbrojeniu batalion posiadał 413 karabinów.